# Lauren Bennett
Lauren Diane Bennett, född 23 juni 1989 i Meopham i Kent, är en engelsk (brittisk) sångerska, låtskrivare, dansare och modell. Hon är mest känd både för att vara medlem i tjejgruppen G.R.L. och för att ha varit medlem i den andra tjejgruppen Paradiso Girls, samt för att ha samarbetat med CeeLo Green, LMFAO (medverkade på deras låt "Party Rock Anthem" år 2011) och The Pussycat Dolls.
Den 29 juli 2014 släppte Bennett tillsammans med de andra medlemmarna i G.R.L., EP-skivan G.R.L., med bland annat singeln "Ugly Heart", släppt den 3 juni 2014.